# Denis (chanson)
Pour les articles homonymes, voir Denis.
Singles de Blondie
Rip Her to Shreds
(1977) (I'm Always Touched by Your) Presence, Dear
(1978)
Denis est le premier single extrait du deuxième album du groupe américain Blondie.

## Information sur la chanson
Denis est une reprise du hit de 1963, Denise de Randy And The Rainbow, et a permis à Blondie de s'exporter sur le marché international. La version originale de la chanson contient un couplet avec une partie improvisée de paroles en français par Debbie Harry. Bien que Chrysalis ait insisté pour que le groupe la ré-enregistre avec une traduction française grammaticalement correcte, le groupe et le producteur Richard Gottehrer ont préféré la première prise. Debbie ne voulait pas changer d'avis sur la question, et la version contenant le « français improvisé » est finalement sortie en single. La seconde version réenregistrée fait office de bonus track en 1994 sur la réédition de Plastic Letters. 
Denis est sorti en février 1978 et a atteint la deuxième place des charts au Royaume-Uni et a été dans les vingt premières dans la plupart des pays européens. En 1988, une version remixée a été publiée comme "lead single" pour la compilation de remix de Blondie/Debbie Harry : Once More into the Bleach.